# Ulf-Jensen Röller

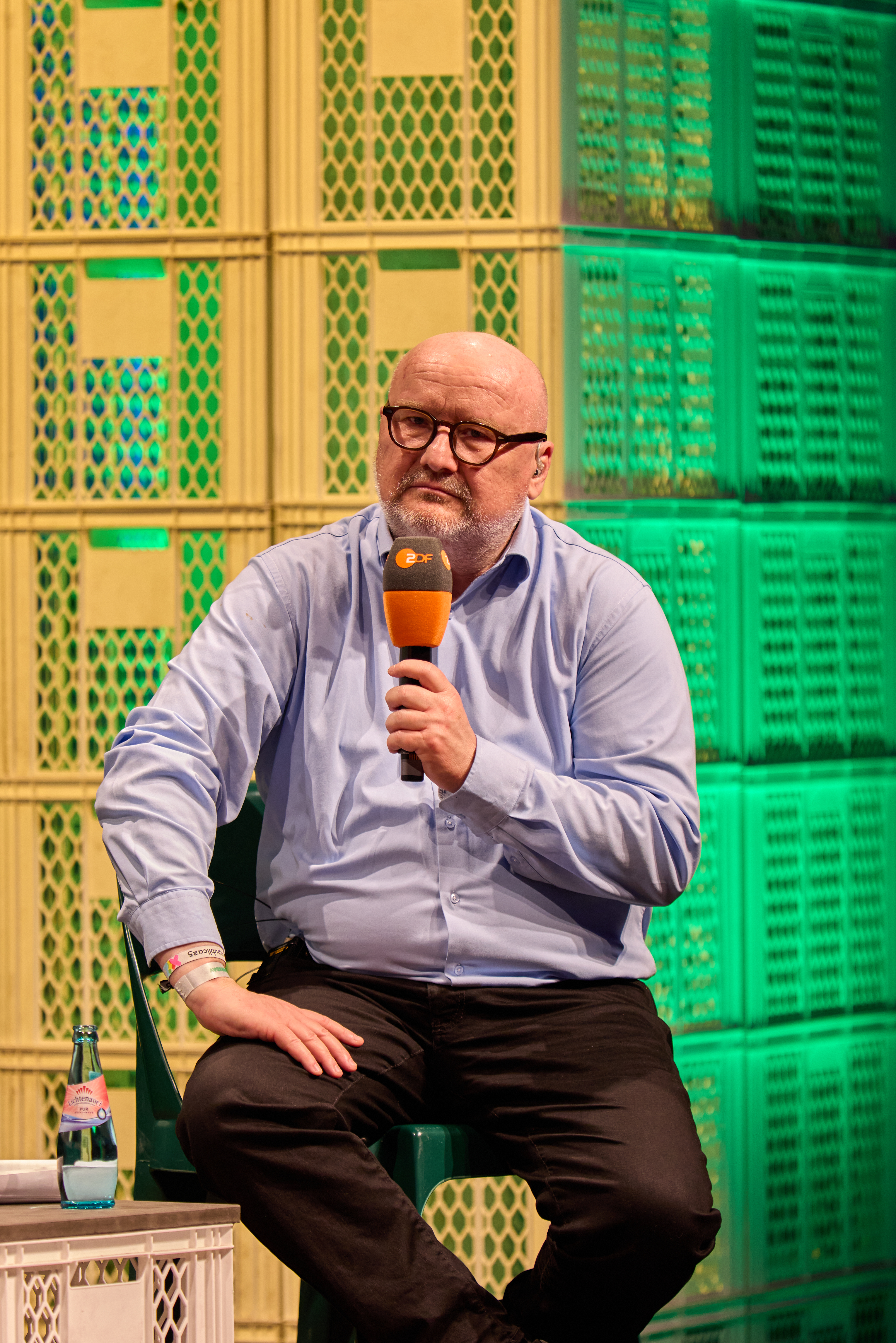
Ulf-Jensen Röller, 2025

Ulf-Jensen Röller (* 1964 in Frankfurt am Main) ist ein deutscher Fernsehjournalist.

## Karriere
Ulf-Jensen Röller wuchs als Sohn des ehemaligen Dresdner-Bank-Vorstandssprechers Wolfgang Röller in Gravenbruch im Landkreis Offenbach auf. Röller studierte Journalistik, Politikwissenschaft und Soziologie an der Katholischen Universität Eichstätt-Ingolstadt. Schon während des Studiums war er freier Mitarbeiter für die ZDF-Nachrichten und das ZDF-Mittagsmagazin. Nach einem Volontariat beim ZDF arbeitete er zunächst im Bonner ZDF-Studio und ab 1999 im Hauptstadtstudio in Berlin. Er war in verschiedenen journalistischen Funktionen für die Redaktion des heute-journals tätig, bevor er 2008 als Nachfolger von Eckart Gaddum die Leitung des ZDF-Morgenmagazins übernahm. Von Januar 2011 bis Februar 2019 war er als Auslandskorrespondent Leiter des ZDF-Studios Washington, D. C., als Nachfolger von Matthias Fornoff. Von September 2019 bis September 2022 leitete er das ZDF-Ostasienstudio in Peking. Zum 1. Oktober 2022 übernahm er als Nachfolger von Anne Gellinek die Leitung des ZDF-Studios in Brüssel.
Ulf-Jensen Röller ist verheiratet und hat drei Kinder. 
Sein Bruder Lars-Hendrik Röller ist Wirtschaftsprofessor und war von 2011 bis 2021 wirtschaftspolitischer Berater von Bundeskanzlerin Angela Merkel sowie Leiter der Wirtschafts- und Finanzabteilung im Bundeskanzleramt. Sein Bruder Kai Thorsten Röller war Steueranwalt.

## Dokumentationen
- 2004: ZDF – Die Reportage: Jetzt bin ich ganz unten; Regie: Mathis Feldhoff, Ulf Röller; Kamera: Harald Beckmann
- 2025:  100 Tage Trump - Angriff auf Europa, ZDF, (gemeinsam mit Julia Rech)

## Auszeichnungen
- Medienpreis 2015 der Steuben-Schurz-Gesellschaft für deutsch-amerikanische Verständigung
- Bayerischer Fernsehpreis 2019 in der Kategorie „Auslandskorrespondent“
- Hanns-Joachim-Friedrichs-Preis 2020
- Werner-Holzer-Preis 2023[5]